# Санкт-Иоганн-Кёплинг
Санкт-Иоганн-Кёплинг (нем. Sankt Johann-Köppling) — община до 1 января 2015 года (нем. Gemeinde) в Австрии, в федеральной земле Штирия. С 1 января 2015 года в составе общины Зёдинг-Санкт-Иоганн.
Входит в состав округа Фойтсберг.  Население составляет 1672 человека (на 31 декабря 2005 года). Занимает площадь 10,17 км². Официальный код  —  616 20.

## Политическая ситуация
Бургомистр общины — Эрвин Дирнбергер (АНП) по результатам выборов 2005 года.
Совет представителей общины (нем. Gemeinderat) состоит из 15 мест.
Распределение мест:
- АНП занимает 11 мест;
- местный блок: 3 места;
- СДПА занимает 1 место.

## Внешние ссылки
- Официальная страница